# Uzi Narkiss
Uzi Narkiss (hebr. עוזי נרקיס, ur. 6 stycznia 1925 w Jerozolimie, zm. 17 grudnia 1997 w Jerozolimie) – izraelski wojskowy, generał Sił Obronnych Izraela, siódmy Szef Centralnego Dowództwa Sił Obronnych Izraela (1966–1968).